# 维多利亚-达孔基斯塔

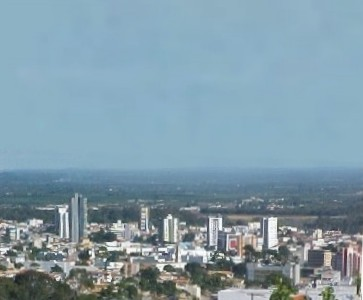
维多利亚-达孔基斯塔

维多利亚-达孔基斯塔（葡萄牙語：Vitória da Conquista）是巴西巴伊亚州的一座城市，人口约30万（2006年）。